# 小行星7412
小行星7412（7412 Linnaeus）是一颗围绕太阳公转的小行星。1990年9月22日，艾瑞克·怀特·埃尔斯特在拉西拉天文台发现了此天体。
該小行星以瑞典生物學家卡爾·林奈命名。
这颗小行星的绝对星等为166.24347等。